# 鹤龄英华中学
鹤龄英华中学 （Anglo-Chinese College），原名鹤龄英华书院，福州话俗称英华斋（平话字：Ĭng-huà-că̤），是1881年－1952年间基督教卫理公会（美以美会）在中国福建省福州市仓前山所办的一所私立教会中学。

## 创建

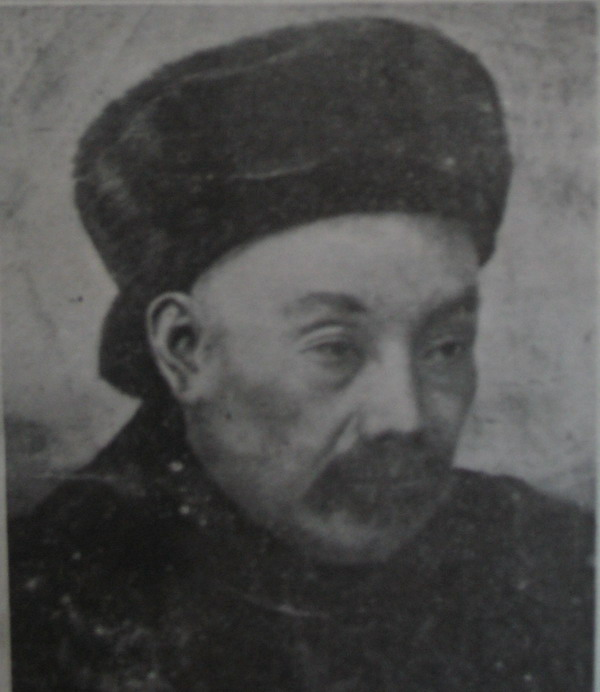
英华书院赞助人张鹤龄

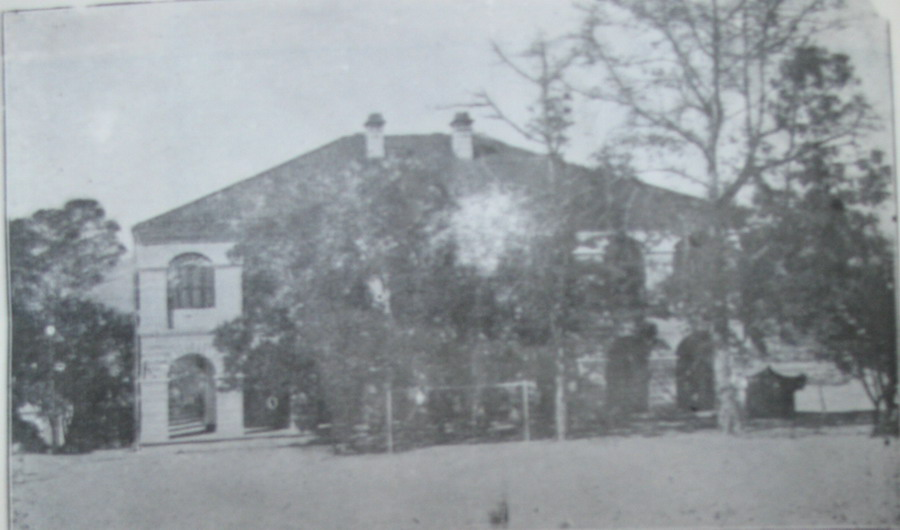
英华书院鹤龄楼

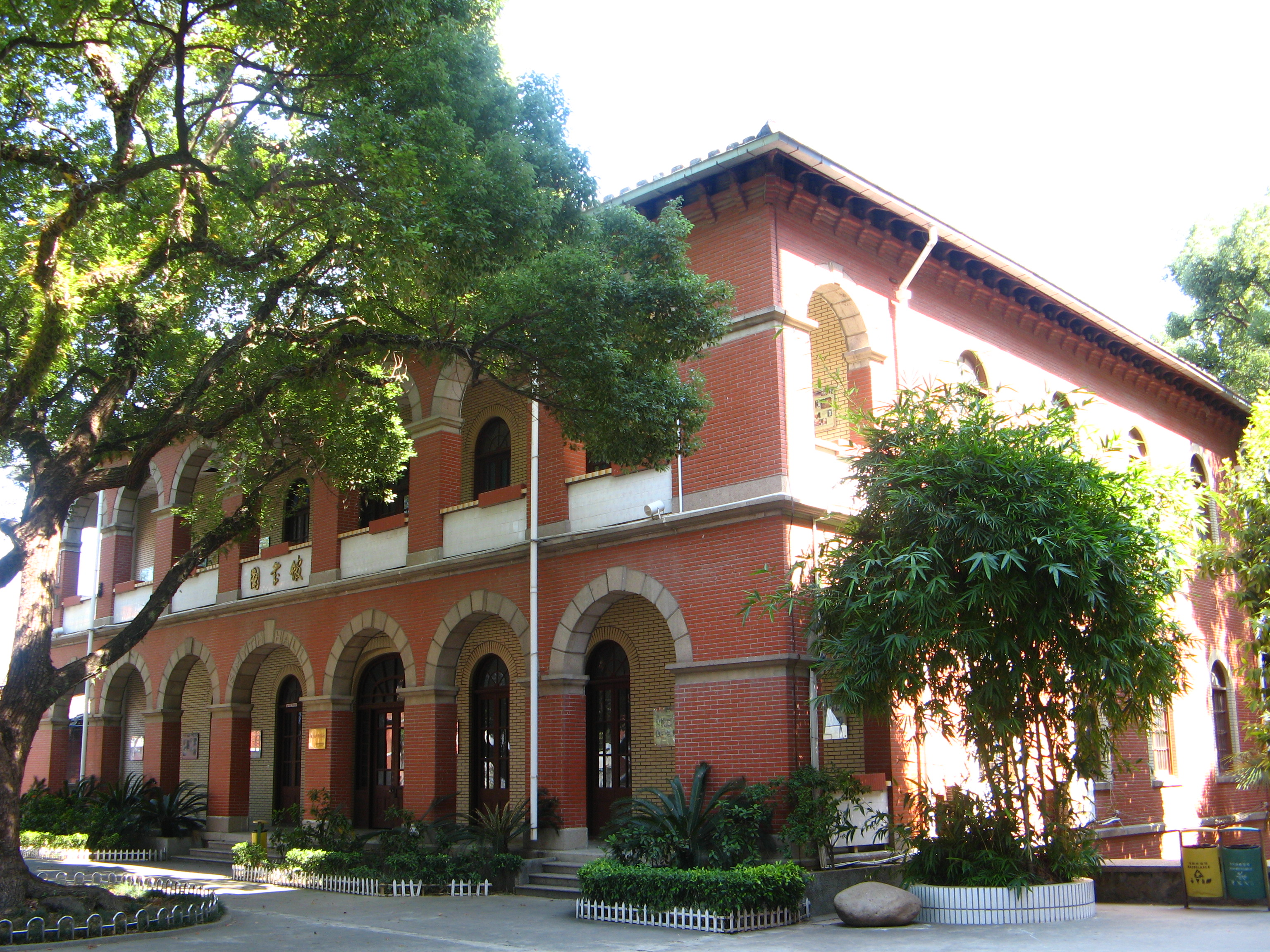
英华书院美志楼，现属于福州高级中学

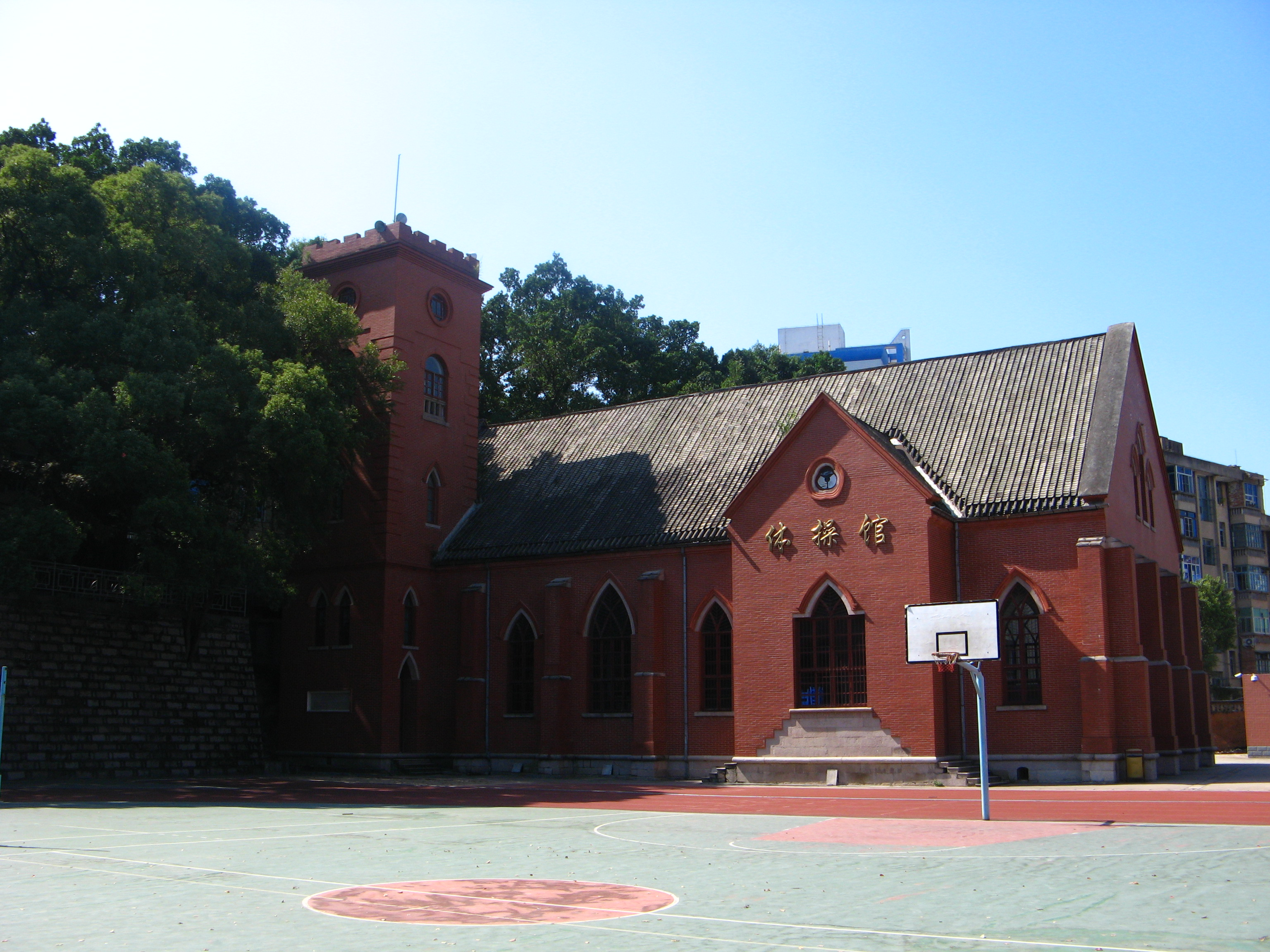
建于1905年的英华礼拜堂，现属于福州高级中学

1881年（清光绪七年），在麦利和等人倡议下，美以美会得到信徒张鹤龄（南安人）的办学捐款1万美元（条件是学校必须开设英语课），购买了仓山乐群路1号有利银行行址面积14674平方米的土地，建造了新校舍建筑群（鹤龄楼、美志楼、力礼堂和校友钟楼），建立福州大学。1890年（光绪十六年）改名鹤龄英华书院，同年2月书院正式开学。
鹤龄英华书院是一所8年制中学，最高两年级相当大学一、二年级。1916年，英华书院改为6年制中学(前2年为预科，后4年为正科)。初中部在乐群路，高中部在望北台。1907年以前，是福建省规模最大的学校。由于仓山人民收回教育权运动，迫使教会中学作出相应变革。鹤龄英华书院于1927年冬率先进行改组，陈芝美受聘为第一任华人校长，向福建省政府立案，改为中国统一学制即三·三制中学，定名鹤龄英华中学。根据1917年的英华书院校友录，英华毕业生有4人在国内大学就读，10人留学美国，50％在学校任教，30％在政府任职，许多人担任海关和翻译工作。

## 立案
1927年办理立案，改名私立英华中学。陈芝美校长聘请留美博士担任主要科教员；聘请学问渊博的社会知名人士为国文教员；并六次赴美募集捐款，充实教学设备。

## 结束
1952年中學调整，英华中学与位于仓前山地区的另外两所教会中学——私立华南女子高级中学（1908年美以美会创办）、陶淑女中（1864年英国圣公会创办）合并成福州第二中学，1954年迁至麦园路桃花山原寻珍女中，1971年改名福建师大附中。
1994年，原英华校友筹办福州英华外国语学院并开始招生。2001年，更名为福州英华职业学院。

## 校训
|  | 尔乃世之光 |

## 历任校长
- 武林吉（1881至1883年）
- 施美志（1883至1899年）
- 沈雅各（1899至1903年）
- 高智（1904至1923年）
- 夏平和（1923至1925年）
- 黄安素（1925至1927年）
- 陈芝美
- 林法勤
- 林观得

## 著名校友
- 林森：中华民国国民政府主席（1932年—1943年），中国国民党元老。1881—84年在英华书院就读。
- 黄乃裳：中国革命家，教育家，南洋最早的同盟会会员之一，著名侨领，带领福州族群移民垦殖砂拉越诗巫。
- 谢天保：著名医生
- 薛芬士：菲律宾华人领袖
- 殷雪村：著名医生，新加坡华人领袖
- 池步洲：中统特工，少将，以破译日军密电而知名，曾破译日军准备偷袭珍珠港汇报蒋介石知会美国驻华使节。在他帮助下，美军成功击毙日本海军大将山本五十六。
- 侯德榜：中国著名化学家，中国科学院院士，毕业于麻省理工学院（学士）和哥伦比亚大学（博士），侯氏联合制碱法发明者。
- 陈岱孙：中国著名经济学家，哈佛大学博士，曾任清华大学教授、法学院院长，西南联合大学经济系教授、系主任、商学系主任，北京大学教授、经济系主任、校务委员会副主任委员。还历任中国人民政治协商会议第二—七届全国委员会委员、六—七届全国委员会常务委员。
- 洪業：20世纪著名汉学家，1915年毕业于该校，后赴美留学，曾任燕京大学历史系教授、主任，组织编撰中國經史子集的引得若干。
- 沈元：空气动力学家
- 王助（1914－1941）：闽侯县亭江人，革命烈士，1939年7月任中共福建省委常委、宣传部部长、统一战线部部长、省委党校副校长。
- 陈景润：中国著名数学家，中国科学院院士，哥德巴赫猜想研究者，陈氏定理的发现者。
- 张钹：人工智能专家，中国科学院院士，清华大学教授。
- 曾融生：地理物理学家，中国科学院院士。
- 卢耀如：水文地质、工程地质、环境地质专家，中国工程院院士。
- 高由禧：气象学家，中国科学院院士，九三学社中央委员，兰州高原大气物理研究所名誉所长、研究员、中山大学大气科学系教授。
- 郭孔辉：汽车工程专家，中国工程院院士，吉林大学教授。
- 王铁崖：法学家，海牙国际法庭大法官，北京大学法学院教授。
- 连士升：新加坡记者兼作家。

## 站外链接
- 福州市档案局：福州教会中学历史寻踪
- 《中華基督教會年鑑》 1934-1936年、民國25年出版。台灣：中國教會研究中心、橄欖文化基金會，1983年再版。
- 施美志，福州的英华书院，1886年 （英文）